# Hamil Grimes
Hamil Grimes, född 15 oktober 1956, är en friidrottare från Barbados. Han deltog vid olympiska sommarspelen 1976 och olympiska sommarspelen 1984.